# Sekrety Polihymnii
Sekrety Polihymnii – jedna z najpopularniejszych książek Jerzego Waldorffa, wydana po raz pierwszy w 1956 r. Publikacja jest przystępnie napisanym kompendium, poświęconym zagadnieniom z dziejów muzyki, od historii instrumentów muzycznych począwszy, a na anegdotach dotyczących baletu i jazzu skończywszy. Obejmuje trzy części: I - "O instrumentach muzycznych", II - "O formach muzycznych, terminach i jeszcze innych sprawach", III - "Słowniczek muzyczny". Książka jest ceniona za erudycję autora i za kunsztowną formę literacką.
Książka była w Polsce wielokrotnie wznawiana: II wydanie wyszło w 1957 r., III - w 1963 r., IV - w 1967 r. Czwarty nakład wynosił 60 tys. egzemplarzy, a łączna suma czterech nakładów - 130 tys. egzemplarzy, co zostało uznane za "muzyczny bestseller Millenium". Kolejne wydanie wyszło w 2013. Tłumaczenia publikacji ukazały się m.in. na Węgrzech, w Niemczech i dwukrotnie w Czechosłowacji.